# Lepisorus confluens
Lepisorus confluens är en stensöteväxtart som beskrevs av W. M. Chu. Lepisorus confluens ingår i släktet Lepisorus och familjen Polypodiaceae. Inga underarter finns listade.